# Szeberényi Lehel
Szeberényi Lehel (Losonc, 1921. június 19. – Leányfalu, 1998. április 27.) háromszoros József Attila-díjas (1951, 1953, 1983) magyar író.

## Életpályája
Szülei: Szeberényi Dezső és Marosi Erzsébet volt. 1943–1945 között a bánrévei községházán dolgozott kisegítőként. 1945-ben a Nemzeti Parasztpárt putnoki és ózdi járási titkára volt. 1945–1947 között a Miskolci Szabad Szó és az Északi Szabad Szó munkatársa volt. 1947–1949 között a budapesti Szabad Szó, a Válasz újságírója volt. 1949–1952 között a Nők Lapja munkatársa volt. 1957–1962 között, valamint 1972–1981 között a Kortárs folyóirat rovatvezetője volt. 1990-ben a Magyar Néppárt országgyűlési képviselőjelöltje.

## Művei
- Fehér arany (elbeszélés, 1950)
- Napkelte (regény, 1951)
- A hegyek elmozdulnak (regény, 1951)
- Az új Salgótarján (elbeszélés, 1951)
- Hét nap (kisregény, 1953)
- Bulgáriai útijegyzetek (Magyar írók Bulgáriában) (Cseres Tiborral és Vészi Endrével, 1953)
- Szalmácska (regény, 1956)
- Lépcsők a felhőbe (kisregény, 1957)
- Kárhozat küszöbén (elbeszélések, 1964)
- A Költő és őrangyalai (karcolatok, 1965)
- Jeromos, a kőfejű (kisregény, 1966), Én vagyok Jeromos című film
- Napsugár utca (elbeszélés, 1968)
- Tibike Tartaroszban (regény, 1969)
- A rém (regény, 1972)
- Tökhátiné meg a többiek (regények: Szalmácska, Jeromos, a kőfejű, 1972)
- Családi körben (elbeszélés, 1973)
- Éden a Dunán (napló, 1977)
- A mesehajó elmerül (elbeszélés, 1978)
- Erdő nincsen zöld ág nélkül (elbeszélés, 1979)
- Emlékek völgye (önéletrajzi írások, útijegyzetek, 1980)
- Arcok a folyó tükrében (elbeszélés, 1982)
- A történelem szélén (kisregények, 1986)
- Levelem küldöm inkák országából (útinapló, 1996)

## Műfordításai
- Karel Čapek: Aranykagylótól az éjféli napig (útirajzok, Székely Istvánnal, 1957)
- M. V. Kratochvíl: A szerelem és halál meséi (elbeszélés, 1958)
- Karel Čapek: Az anya (dráma, 1959)
- N. Frýd: A hóhér nem vár (regény, 1959)
- E. F. Burian: Nyolcan a sorból (elbeszélés, 1961)
- Karel Čapek: Barangolások Európában I–II. (úti jegyzetek, Székely Istvánnal, 1972–1973)

## Díjai
- Népköztársasági Érdemérem ezüst fokozata (1954)
- József Attila-díj (1951, 1953, 1983)
- Szocialista Kultúráért
- A Munka Érdemrend arany fokozata (1981)
- A Magyar Köztársaság Aranykoszorúval díszített Csillagrendje (1991)